# 弗朗西斯科·戈雅
弗朗西斯科·何塞·德·戈雅-卢西恩特斯（西班牙語：Francisco José de Goya y Lucientes，1746年3月30日—1828年4月15日），西班牙浪漫主义画派画家。戈雅是西班牙皇室的宮廷畫家，半岛战争時留在馬德里，繪製了约瑟夫·波拿巴的像，也用畫作記錄了戰爭，也就是在研究上仍有很多歧見的《戰爭的災難》。
戈雅画风奇异多变，从早期巴洛克式画风到后期类似表现主义的作品，他一生总在改变，虽然他从没有建立自己的门派，但对后世的现实主义画派、浪漫主义画派和印象派都有很大的影响，是一位承前启后的人物。 他的畫風啟發了後來的愛德華·馬奈、巴勃羅·畢卡索及弗朗西斯·培根等畫家。

## 生平
弗朗西斯科·戈雅1746年出生於西班牙东北部阿拉贡自治区的首府萨拉戈萨附近的小村，父亲是农民，家境贫寒，没有受过正规的教育，14岁时一位教士发现了他绘画才能，鼓励他父亲将他送往萨拉戈萨，随何塞·鲁赞·伊·马尔蒂尼斯学画4年，1763年到马德里投靠同乡宫廷画师弗朗西斯科·巴耶乌，两次投考圣费南多皇家美术学院，都没有被录取。(另一說為沒有拿到獎學金而作罷)
1769年弗朗西斯科·戈雅随一队斗牛士去意大利旅行，参加了帕尔玛美术学院的绘画竞赛，得了二等奖。1773年再次回马德里并结婚定居。经弗朗西斯哥·巴耶乌的推荐，为宫廷承担绘制壁毯画稿，其草图明显受当时宫廷指导的古典主义风格影响。后来他有可以进出宫廷，自己研究委拉斯开兹的作品，将宫廷收藏的委拉士开兹的作品翻刻成蚀版画，形成自己的风格，他曾经自称自己有三位老师：委拉斯开兹、伦勃朗和自然。
由于其画作《基督受难图》被聘为圣费南多皇家美术院成员，1785年成为副院长，1789年国王卡洛斯四世任命他为宫廷画师，這也是他聲望的頂峰，在此期间他画了许多宫廷成员及贵族的画像，明显受委拉斯开兹画风的影响，当时西班牙是一个宗教法规严厉的国家，禁止描绘裸体，他敢于画《裸体的马哈》（马哈是西班牙语“姑娘”的意思）。由于当时的社会舆论对《裸体的马哈》强烈不满，他又重新绘制了一幅表情、姿态一模一样的《着衣的马哈》，但拒绝在原画上修改。20世纪80年代西班牙将《裸体的马哈》印成邮票，成为集邮界热门的收藏品。
1792年因耳聋辞去美术院职务，开始创作带有色彩的蚀版画，用风俗画的方式讽刺教会和国家，1803年完成创作了版画组画《狂想曲》，用各种希奇古怪的人物代表来进行讽刺。
1799年弗朗西斯科·戈雅被任命为宫廷首席画师，1800年国王卡洛斯四世令他为自己和家人画像，他将国王一家画成的群像受到国王的赞赏。但后人根据国王一家的姿态表情，将该画取笑为“刚刚中了彩票大奖的杂货商和他的一家”。
1808年發生了拿破仑入侵西班牙的半島戰爭，戈雅當時仍留在西班牙，而這戰爭對他影響很大。戈雅沒有公開發表他的評論，不過于1814年创作了《1808年5月2日的起义》和《1808年5月3日的枪杀》两幅油画，用色尖酸刻薄，一反其以前和谐的颜色。在西班牙藝術裡，後者與畢卡索的《格爾尼卡》這兩幅雙連畫被認為是這類悲劇性作品的巓峰之作。后来有画了许多关于战争、死亡、疾病的主题，稱為黑色繪畫，像画作《农神吞噬其子》描绘的是罗马神话中农神为了防止自己的子女推翻自己的统治，将孩子一个个吃掉的故事，但描绘的农神萨坦类似魔鬼，活灵活现地在吞噬一个成人。戈雅的《戰爭的災難》系列版畫作品也可能是他對半島戰爭及五月二日起义的看法，不過這一系列的作品是在他死後35年才問世。

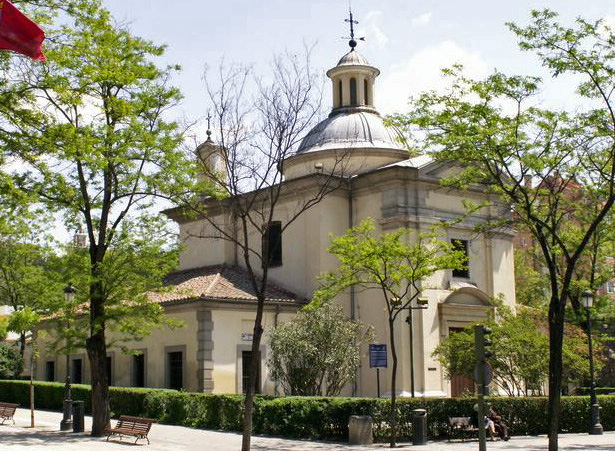
戈雅去世后被安葬在圣安多尼皇家小堂

1824年，他辞去宫廷画师职务，妻子已去世，他年老孤独，独自在法国波尔多疗养，一直到生命最后岁月还在作画，仍然创作了《波尔多的卖牛奶姑娘》肖像。他後來中風，右半邊肢體瘫痪，因视力衰退以及難以取得繪畫材料而苦。他最后1828年4月16日於波尔多去世，遗体于1900年运回西班牙，安葬在马德里郊外的圣安多尼皇家小堂，这座教堂的壁画都是他创作的。
意大利的美术史学家文杜里评价他：“他是一个在理想方面和技法方面全部打破了18世纪传统的画家和新传统的创造者⋯⋯正如古代希腊罗马的诗歌是从荷马开始的一样，近代绘画是从戈雅开始的。”
他的许多作品收藏在马德里的普拉多博物馆。

## 影片
- 《Goya - Crazy Like a Genius》（2012年）是由伊恩·麦克米伦（Ian MacMillan）拍攝的紀錄片，由羅伯特·休斯（英语：Robert Hughes (critic)）製作。
- 《哥雅畫作下的女孩（英语：Goya's Ghosts）》（2006年）是由曾獲得奧斯卡最佳導演的米洛斯·福曼所拍的影片。
- 《赤裸貴婦》（1999年）是由比加斯·卢纳導演，是依安東尼奧·拉雷塔（英语：Antonio Larreta）的小說為基礎。
- 《波尔多慾望天堂（英语：Goya in Bordeaux）》（1999年）是西班牙的歷史電影，由卡洛斯·索拉導演，描述弗朗西斯科·戈雅的生平。
- 《Goya - Der lange Weg der Erkenntnis（英语：Goya - Der lange Weg der Erkenntnis）》（1971年）是由東德導演科拉·沃夫（英语：Konrad Wolf）拍攝的電影。
- 《風流女伯爵（英语：The Naked Maja）》（1958年）是由亨利·科斯特（英语：Henry Koster）導演的電影，是有關畫家弗朗西斯科·戈雅和阿尔瓦公爵夫人的故事，由安东尼·弗朗西奥萨（英语：Anthony Franciosa）飾演戈雅，由艾娃·加德纳飾演公爵夫人。

## 代表作

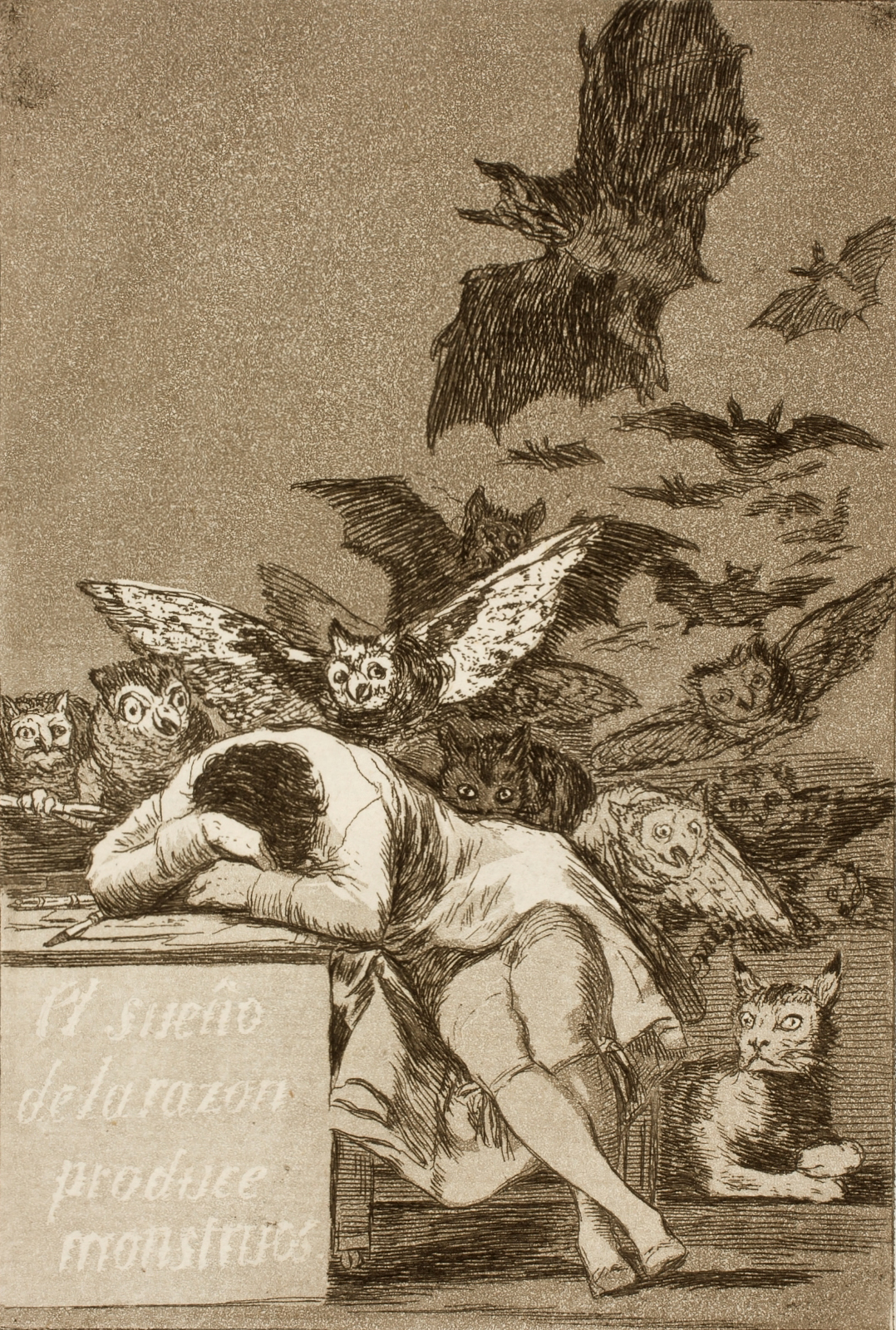
《理性沉睡，心魔生焉》（El sueño de la razón produce monstruos），1797年到1799年，铜版画，《奇想集》（Los Caprichos）第43图
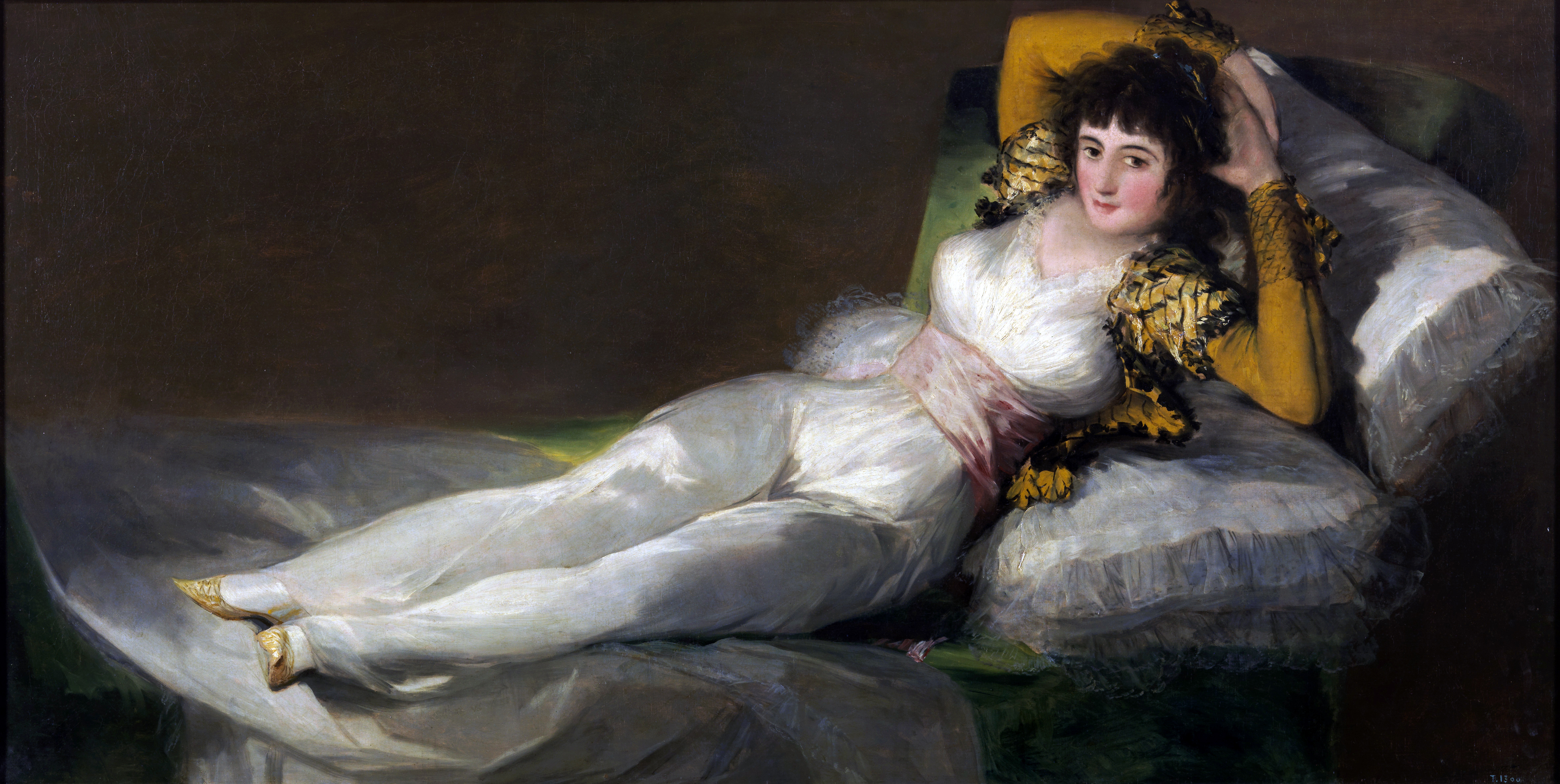
《著衣的瑪哈》（La maja vestida），1798年到1805年，收藏於西班牙馬德里普拉多博物館
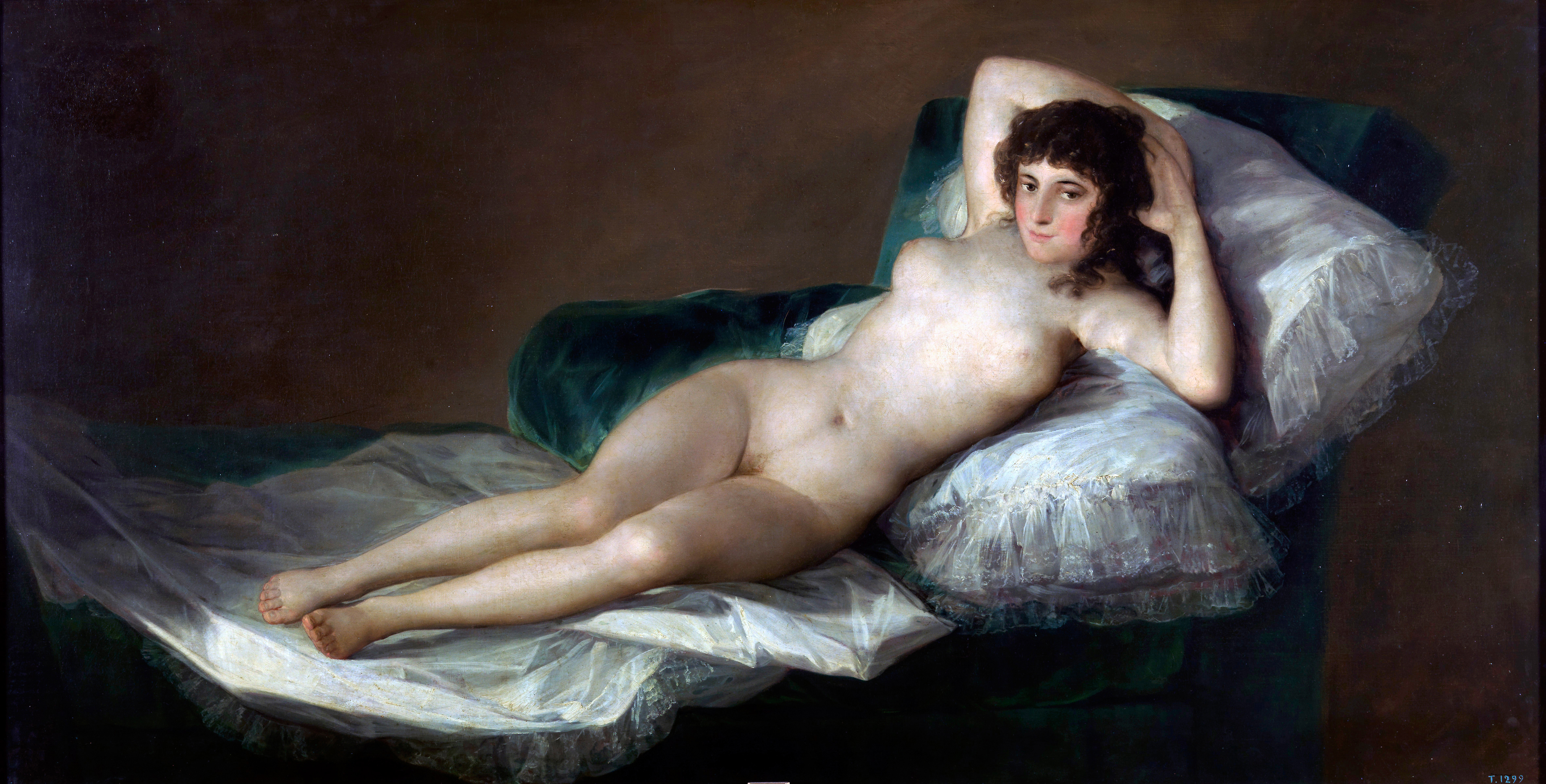
《裸體的馬哈》（La maja desnuda），1797年到1800年，收藏於西班牙馬德里普拉多博物館
《1808年5月3日的枪杀》（The Third of May 1808），1814年，收藏於西班牙馬德里普拉多博物館
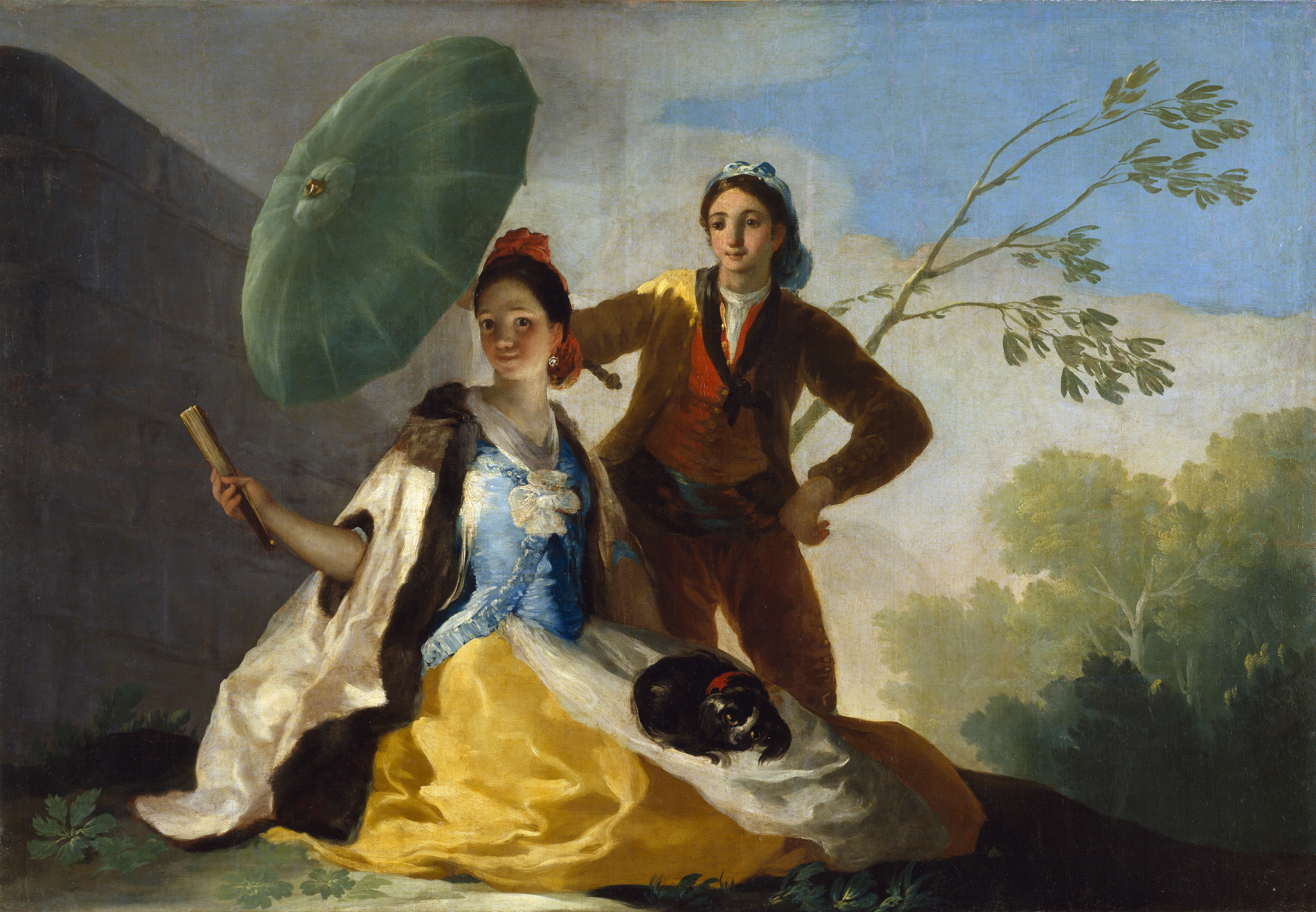
《陽傘》（The Parasol），1776年到1778年，收藏於西班牙馬德里普拉多博物館
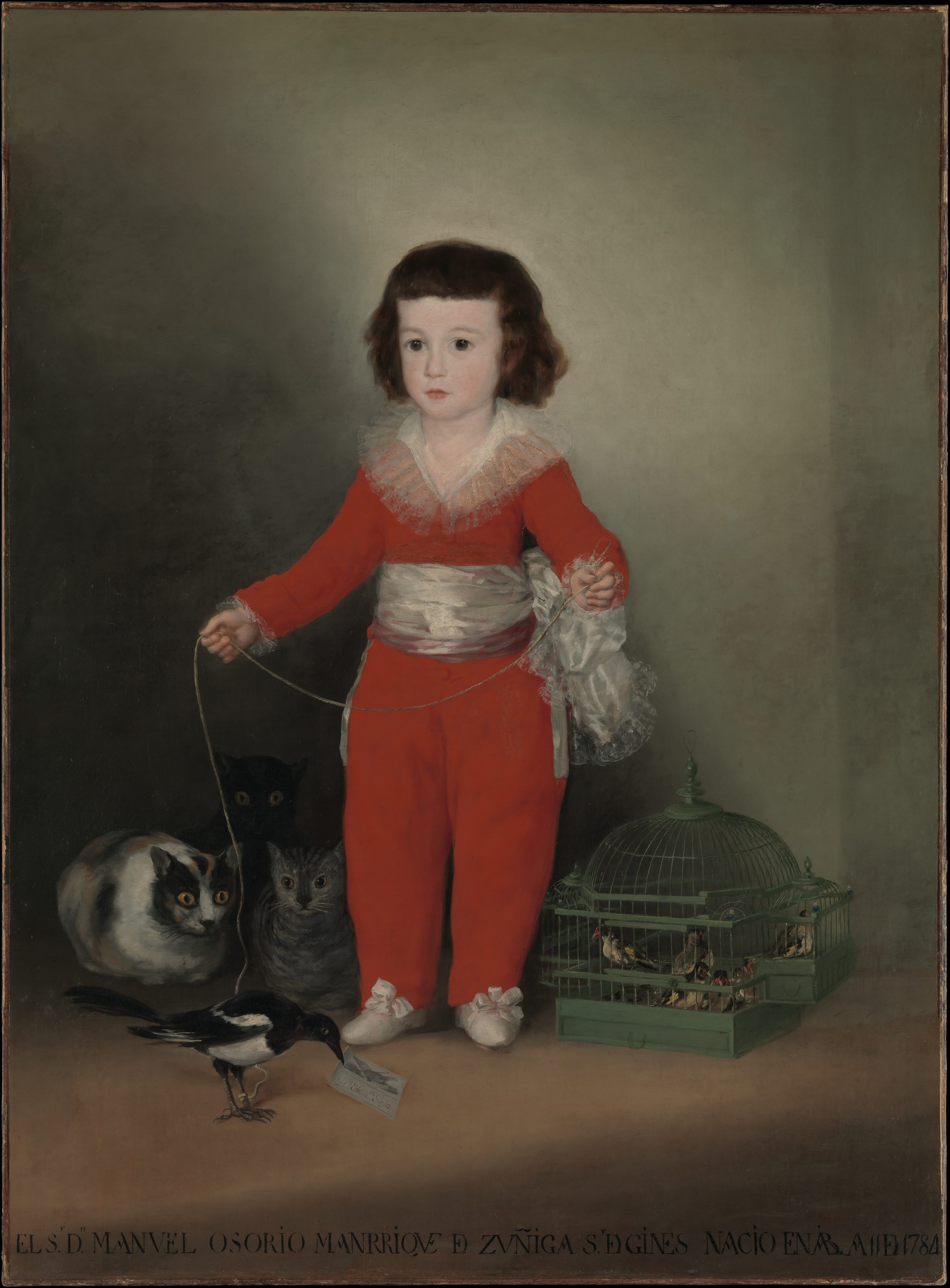
《唐·曼努埃爾·奧索里奧》（Don Manuel Osorio de Zuniga），1788年，收藏於大都會博物館
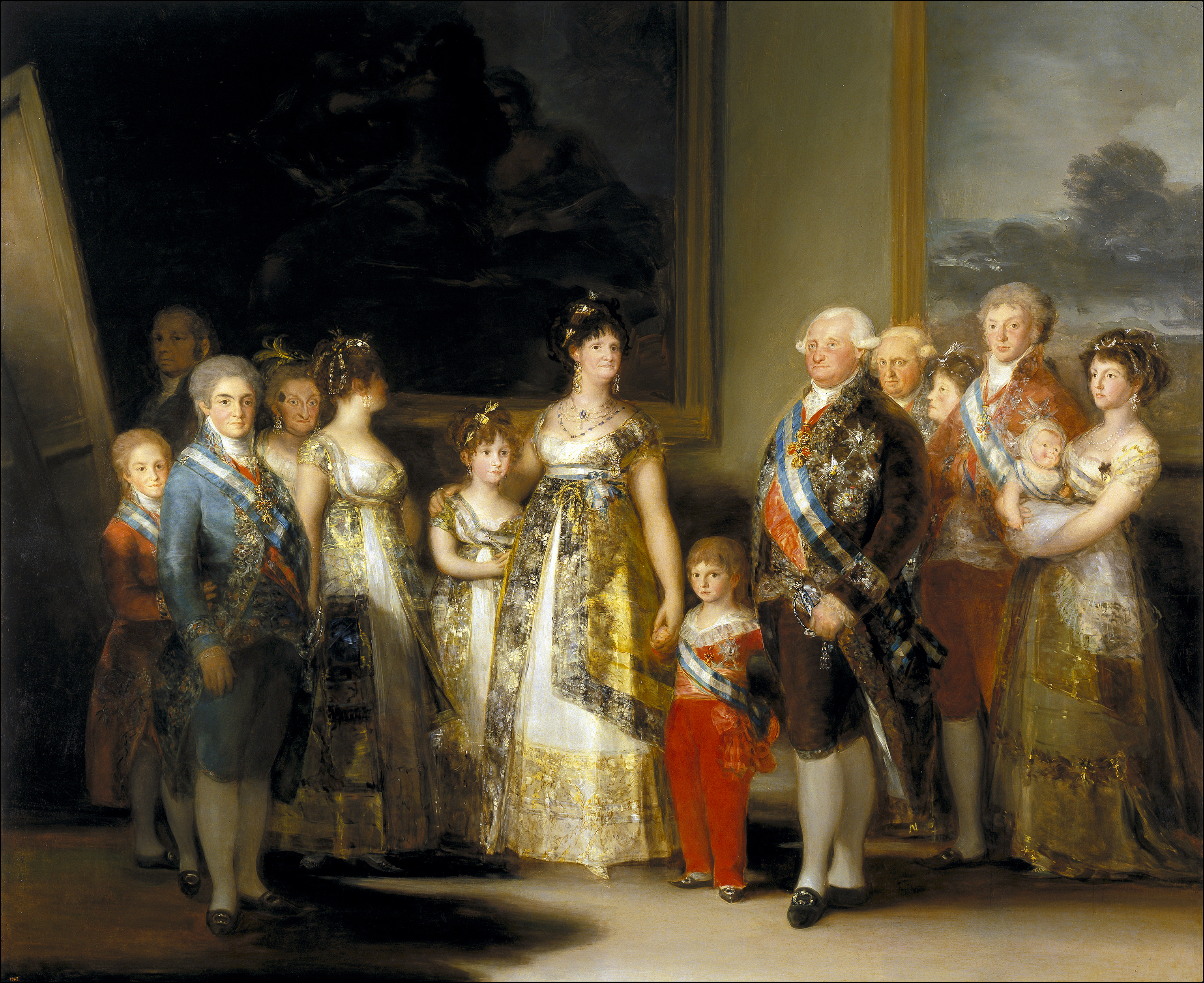
《查理四世的一家》（The Family of Charles IV），1800年到1801年，收藏於西班牙馬德里普拉多博物館
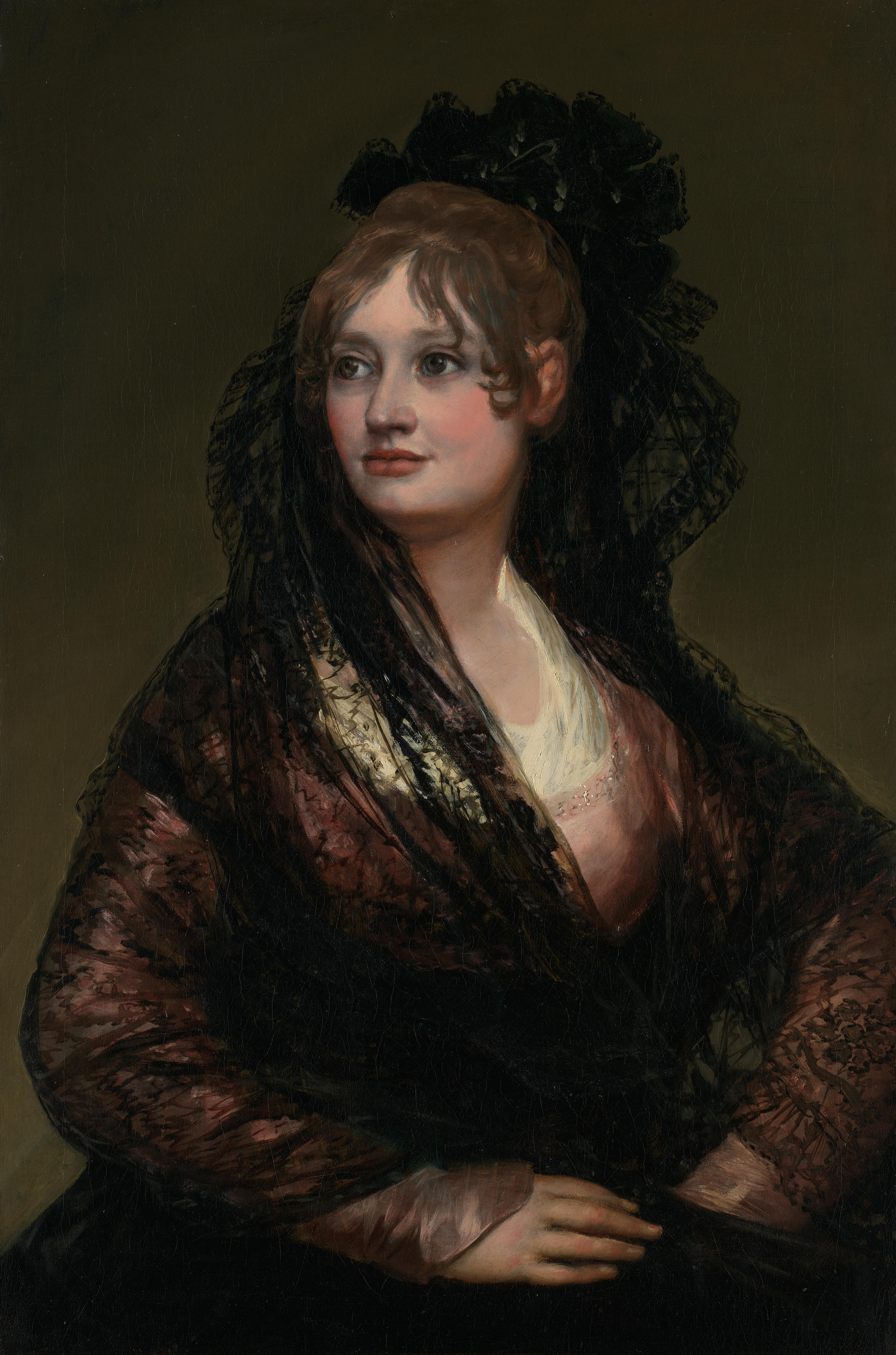
《唐娜伊莎貝拉》（Donna Isabel de Porcel），1805年，收藏於英國國家美術館
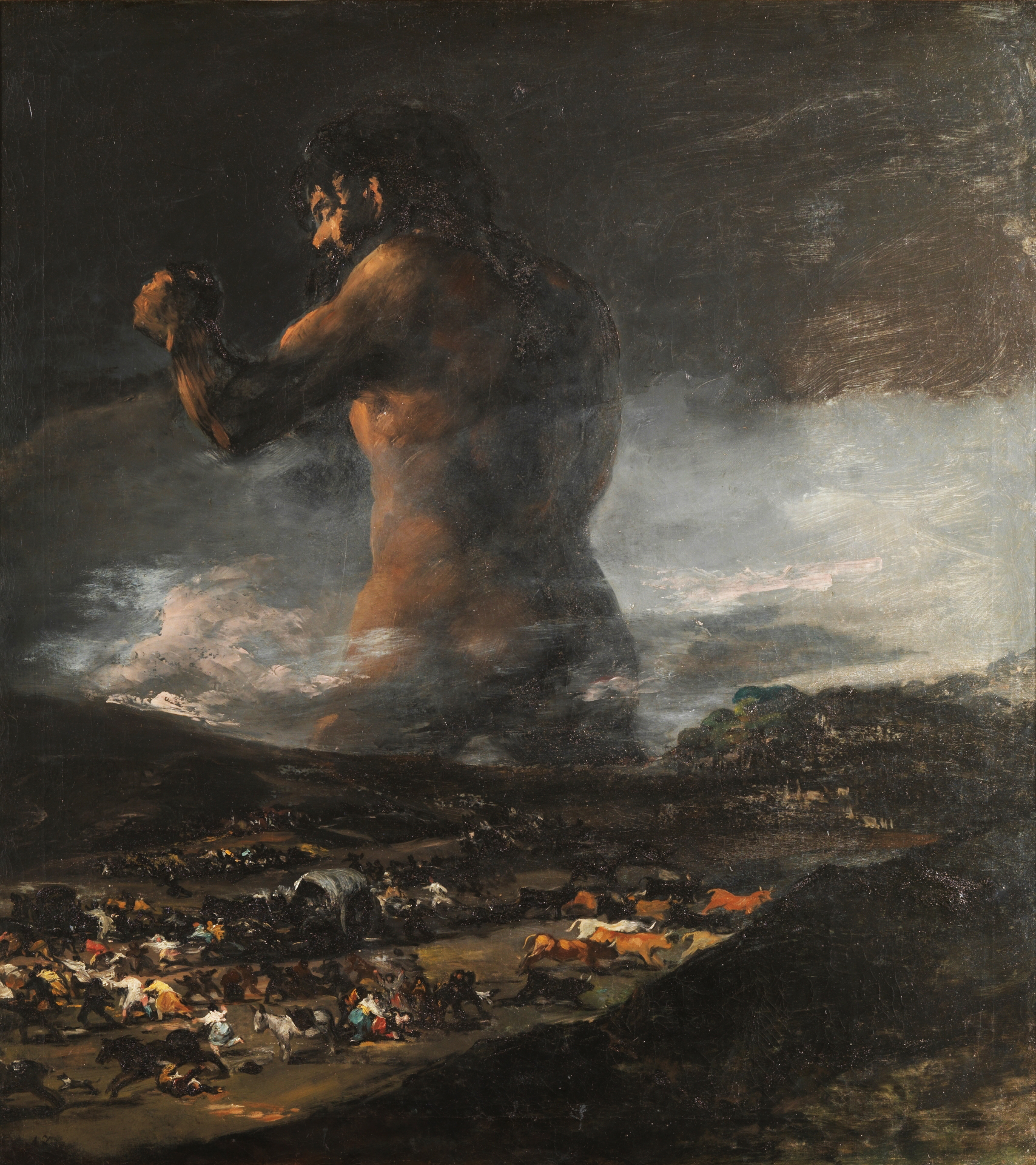
《巨人》（The Colossus），1808年到1812年，收藏於西班牙馬德里普拉多博物館
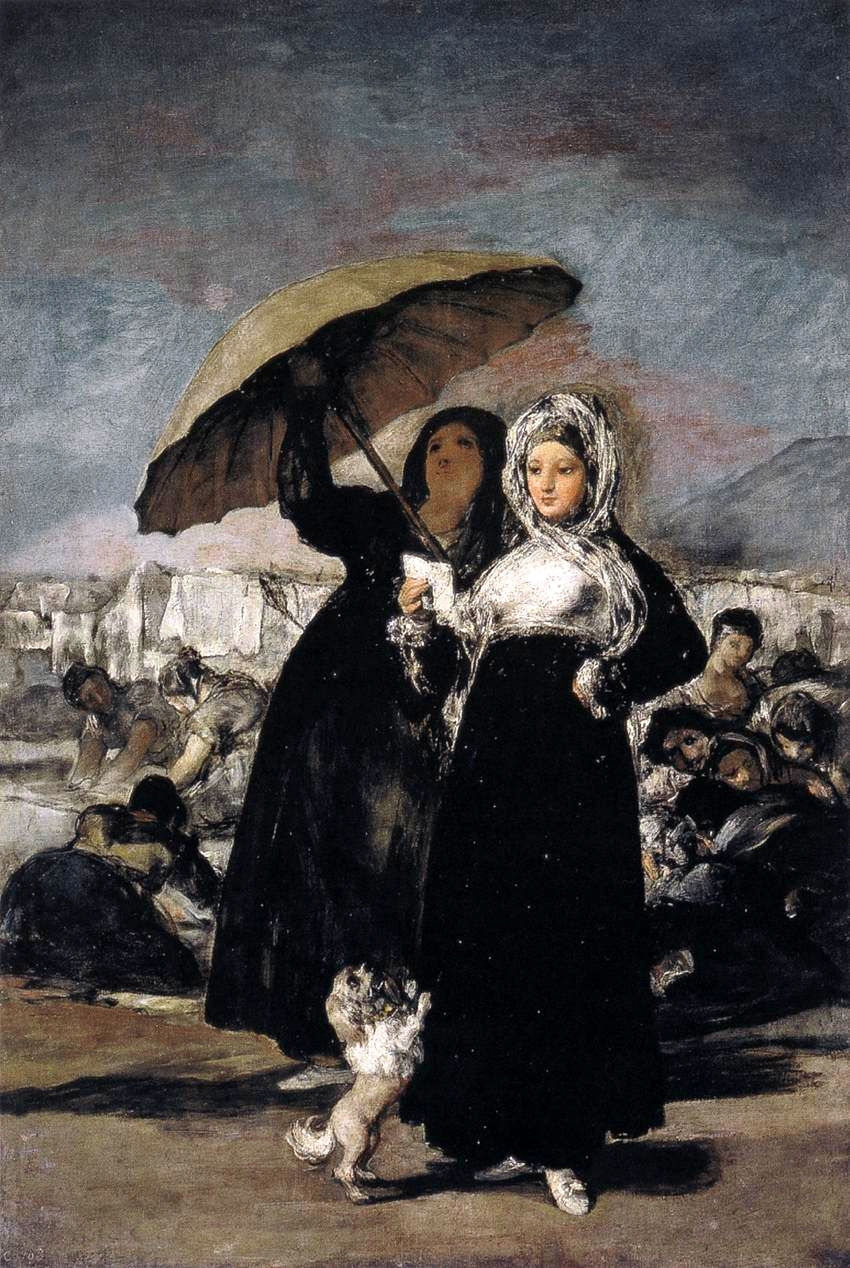
《少女們》（The Young Ones），1812年到1814年，收藏於法國里耳美術館
《沙丁魚葬禮》（The Burial of The Sardine），1812年到1814年，收藏於西班牙馬德里聖費迪南皇家美術學院
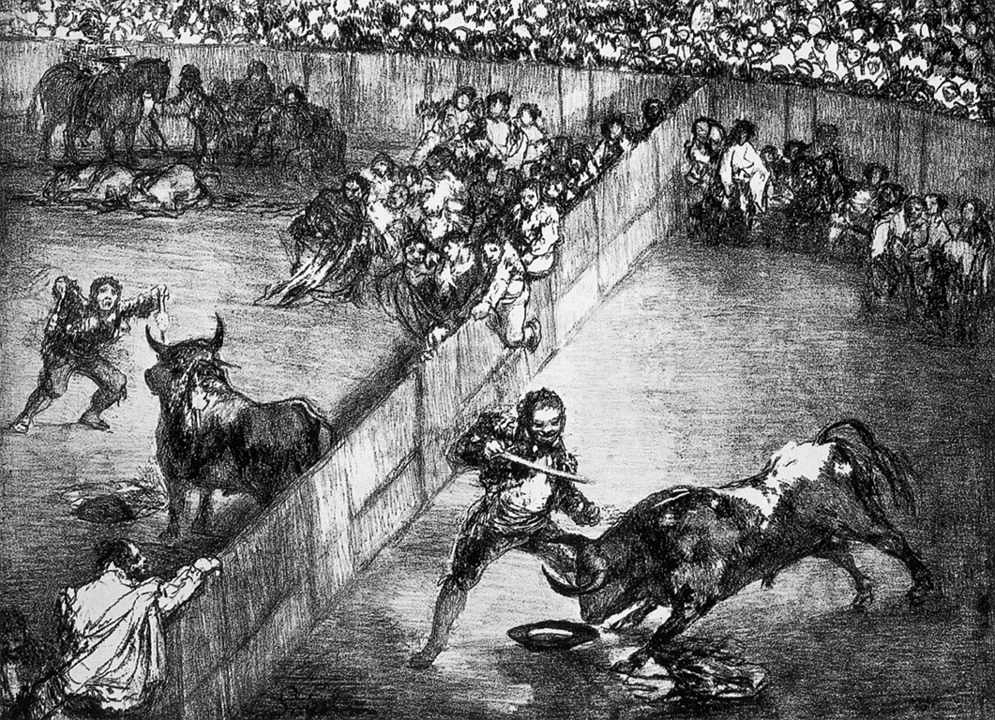
《被分割的表演場所》（The Divided Arena），1825年，收藏於西班牙國家圖書館
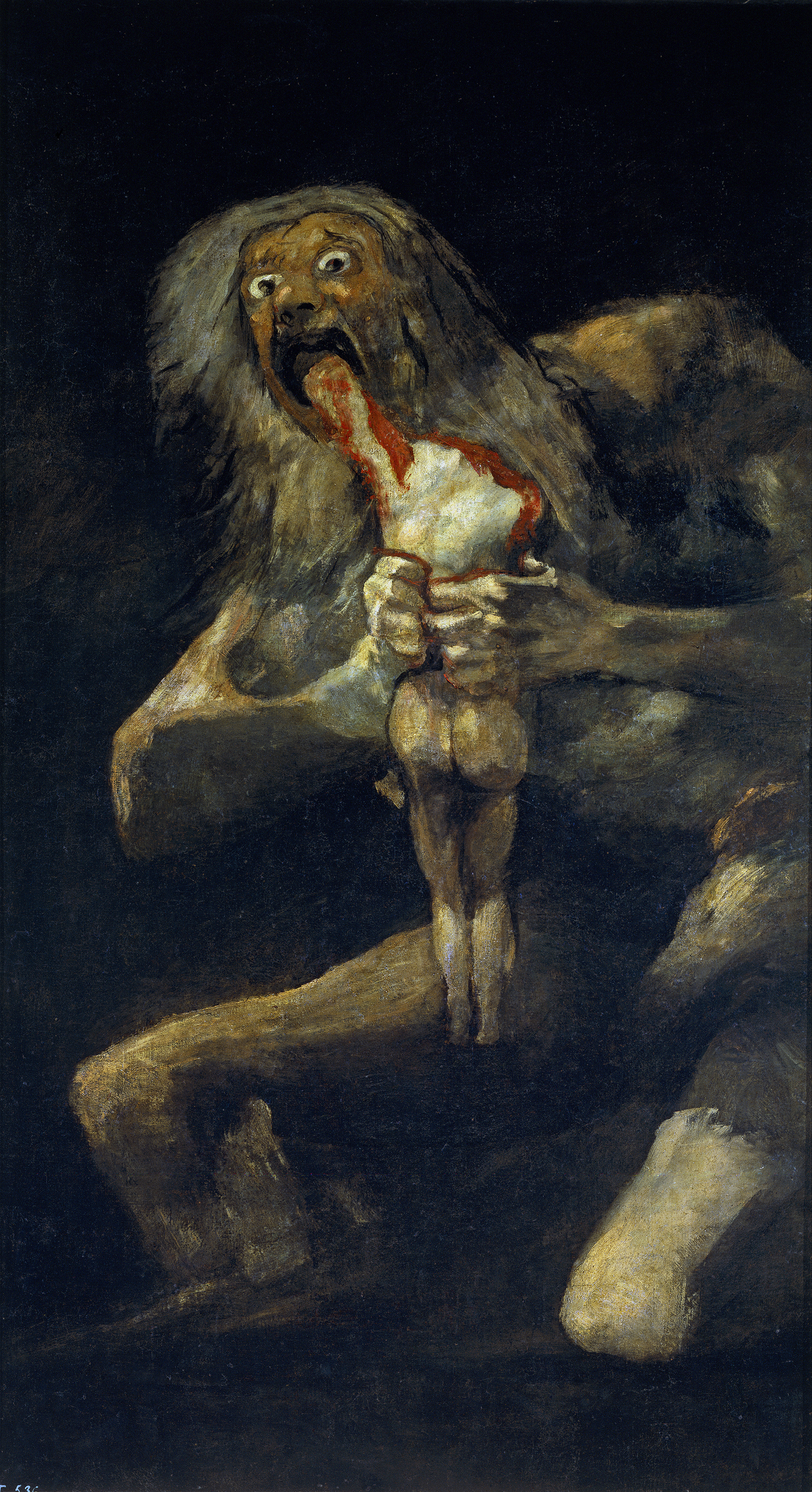
《農神吞噬其子》，1819年到1823年，收藏於西班牙馬德里普拉多博物館
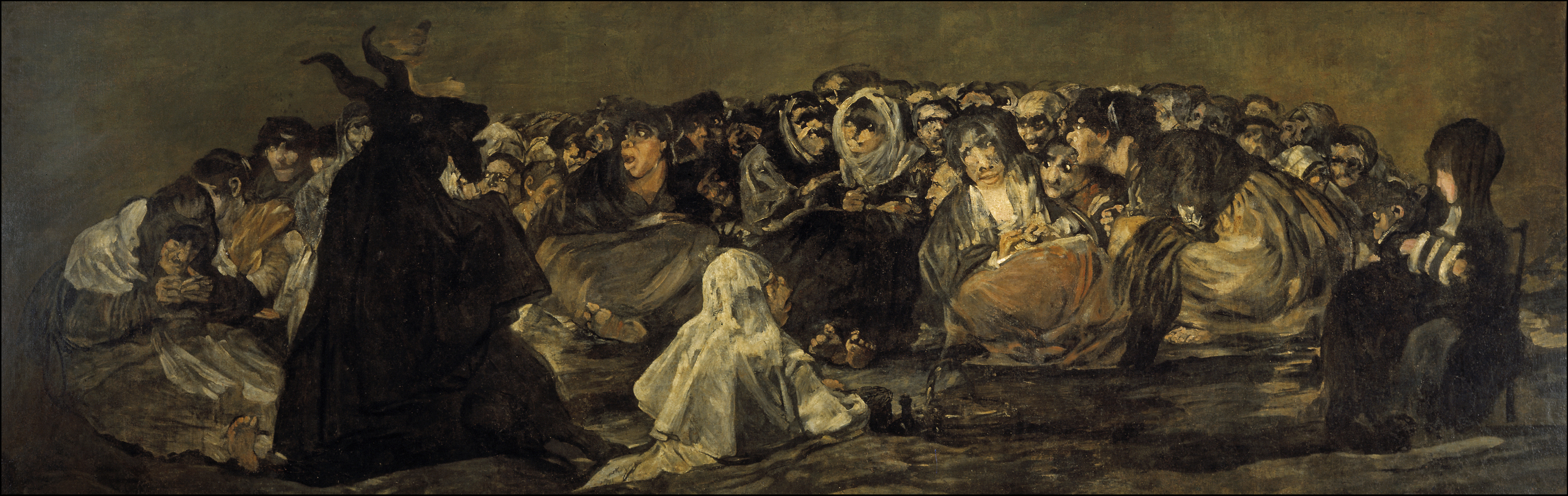
《巫婆的安息日（英语：Witches' Sabbath (The Great He-Goat)）》，1820年到1823年，收藏於西班牙馬德里普拉多博物館

## 參看
- 哥雅獎
- 戈雅 (马德里)（英语：Goya (Madrid)）

## 延伸阅读
- Baticle, Jeannine. Goya: Painter of Terrible Splendor, "Abrams Discoveries" series. New York: Harry N. Abrams, 1994
- Buchholz, Elke Linda. Francisco de Goya. Cologne: Könemann, 1999. ISBN 3-8290-2930-6
- Ciofalo, John J. The Self-Portraits of Francisco Goya. Cambridge University Press, 2002
- Connell, Evan S. Francisco Goya: A Life. New York: Counterpoint, 2004. ISBN 978-1-58243-307-3
- Eitner, Lorenz. An Outline of 19th Century European Painting. New York: Harper & Row, 1997. ISBN 978-0-0643-2977-4
- Gassier, Pierre. Goya: A Biographical and Critical Study. New York: Skira, 1955
- Gassier, Piere and Juliet Wilson. The Life and Complete Work of Francisco Goya. New York 1971.
- Glendinning, Nigel. Goya and his Critics. New Haven 1977.
- Glendinning, Nigel. "The Strange Translation of Goya's Black Paintings". The Burlington Magazine, Volume 117, No. 868, 1975
- Hagen, Rose-Marie & Hagen, Rainer. Francisco Goya, 1746–1828. London: Taschen, 1999. ISBN 978-3-8228-1823-7
- Havard, Robert. "Goya's House Revisited: Why a Deaf Man Painted his Walls Black". Bulletin of Spanish Studies, Volume 82, Issue 5 July 2005
- Hennigfeld, Ursula (ed.). Goya im Dialog der Medien, Kulturen und Disziplinen. Freiburg: Rombach, 2013. ISBN 978-3-7930-9737-2
- Hilt, Douglas. "Goya: Turmoils of a Patriot" History Today (Aug 1973), Vol. 23 Issue 8, pp 536–545, online
- Hughes, Robert. Goya. New York: Alfred A. Knopf, 2004. ISBN 978-0-394-58028-9
- Junquera, Juan José. The Black Paintings of Goya. London: Scala Publishers, 2008. ISBN 1-85759-273-5
- Kravchenko, Anastasiia. Mythological subjects in Francisco Goya’s work. 2019
- Licht, Fred S. Goya in Perspective. New York 1973.
- Licht, Fred. Goya: The Origins of the Modern Temper in Art. Universe Books, 1979. ISBN 0-87663-294-0
- Litroy, Jo. Jusqu'à la mort. Paris: Editions du Masque, 2013. ISBN 978-2702440193
- Symmons, Sarah. Goya: A Life in Letters. Pimlico, 2004. ISBN 978-0-7126-0679-0
- Tomlinson, Janis. Francisco Goya y Lucientes 1746–1828. London: Phaidon, 1994. ISBN 978-0-7148-3844-1
- Tomlinson, Janis. "Burn It, Hide It, Flaunt It: Goya's Majas and the Censorial Mind". The Art Journal, Volume 50, No. 4, 1991